# 考隆比-合泰孟國家公園
考隆比－合泰孟國家公園位於泰国南部的攀牙府，緊鄰安达曼海。該公園的命名由考隆比與合泰孟兩個部分組成：考隆比意思為隆比山脈，合泰孟則為公園內的海灘部分。考隆比－合泰孟國家公園成立於1986年4月，為泰國第52個國家公園。2021年泰國提報「安達曼海自然保護區」為世界遺產預備名單，包含6處國家公園與保護區，考隆比－合泰孟國家公園為其中之一。

## 地理
考隆比－合泰孟國家公園位於安達曼海東岸，由隆比山脈與合泰孟海灘組成，面積約7,200公頃（18,000英畝）。隆比山脈地勢不高，大部分地區海拔為40－100公尺，最高點為公園北部的卡尼姆山（Kanim mountain），標高622（2,041英尺）。合泰孟海灘外，距海岸約400－700公尺處，水深約6－10公尺，有兩處珊瑚礁。一處面積約1.7平方公里，另一處約1平方公里。

### 氣候
考隆比－合泰孟國家公園的氣候為热带季风气候，一年當中有3個季節：熱季、雨季、涼季。熱季通常從二月到四月，此時盛行東南風，雲量與雨量少、溫度較高；雨季通常從五月到十月，此時盛行西南風，從印度洋經安達曼海帶來濕氣，經常下雨；季節交替的十一月，來自東北方的氣流偶爾會帶來一些雨水，十二月與一月溫度會略為下降，但不會很冷。參觀公園的最佳時間為十二月至四月。

## 生態

### 植物
隆比山脈植被類型為常綠森林，合泰孟海灘在安達曼海沿岸，植被類型包括海岸森林、泥炭沼澤森林、红树林、热带雨林。
在公園的西部安達曼海海岸的部分地區為沙灘，主要的植物種類包括草本植物馬鞍藤、獐毛属的Aeluropus lagopoides，木本植物草海桐、露兜樹。公園海岸的部分地區為红树林，紅樹林內有豐富的生命形式，此地區為海洋與陸地之間的緩衝區。在2004年印度洋大地震引發的海嘯中，紅樹林削減了波浪能量，保護陸地地區。此外，紅樹林過濾來自高處的水，防止淤泥和有機質流入海洋中，可保護海洋免於受到藻類過度繁殖的影響，保護珊瑚礁免受淤泥的破壞。此地區主要植物包括紅茄苳、正紅樹、柱果木榄。從海岸高潮線至隆比山脈為海岸森林，生長在此地區的大多數植物都是耐鹽的，此地區主要植物包括木麻黃、欖仁樹、水黄皮、玉蕊。山區部分迎風坡為热带雨林，此地區主要植物包括中脈異翅香、香坡壘樹、巴拉塔樹、藤、竹。

### 動物
合泰孟海灘為一些小型海洋動物的棲息地，如海蛞蝓和沙蟲，這些動物是生態系統重要組成分子，也是候鳥的主要食物來源，候鳥在遷徙季節（十二月至四月）會湧入該地區。估計此地區至少有188種鳥類，特色物種包括黑腿小隼、凤头蜂鹰、厚嘴绿鸠等。另外，海灘上提供棱皮龜、玳瑁、綠蠵龜、丽龟等海龜之築巢場所。海域地區的特色動物包括魟魚、鯔魚、飞鱼、海星等。隆比山脈的特色動物包括椰子貓、水鹿、原雞、厚嘴绿鸠等。

## 保育與旅遊

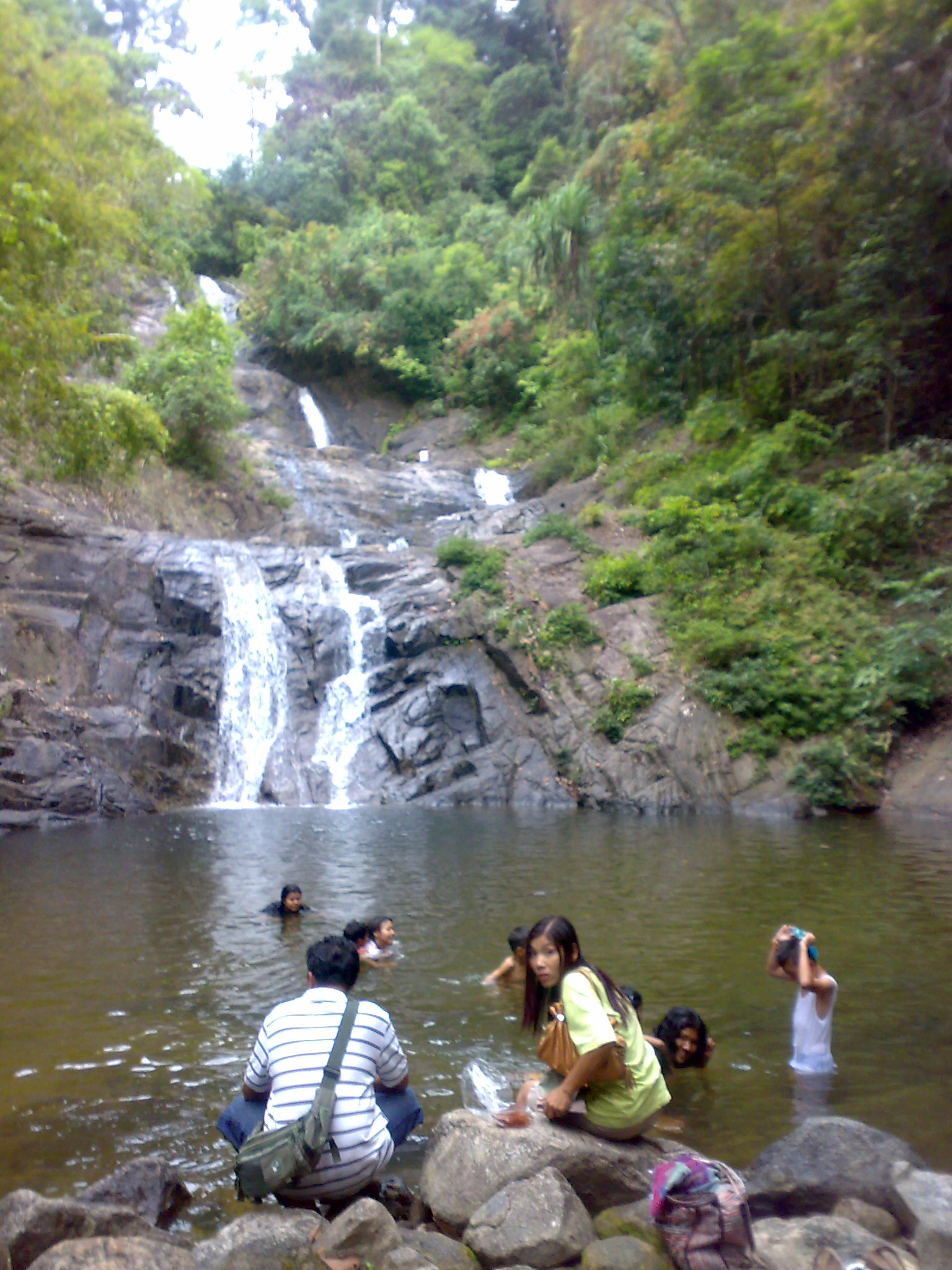
蘭皮瀑布

考隆比－合泰孟國家公園成立於1986年4月14日，為泰國第52個國家公園。2021年泰國提報「安達曼海自然保護區」為世界遺產預備名單，包含6處國家公園與保護區，考隆比－合泰孟國家公園為其中之一。
考隆比－合泰孟國家公園內有長達13.6（8.5英里）的白色沙灘，適合戲水。十一月至隔年二月海龜會到沙灘上產卵，夜晚可觀看海龜產卵。三月份當地有海龜放生的傳統慶典。
合泰孟海灘是棱皮龜的棲息地，根據2003年至2013年的監測，發現海龜共產下2,678個蛋，其中1,574個，即約58.8%存活。採用拖网捕鱼的漁船與海灘附近的房地產開發，使得海龜數量逐漸漸少，另一個因素為部分泰國人的傳統觀念認為食用龜蛋有益健康，並可提高性能力，曾有消息傳出村民以每顆150泰銖的價格出售棱皮龜的蛋。
另外，在隆比山脈地區有許多瀑布，為公園內的特色景點。落差最大的為通帕萊（Ton Phrai）瀑布，高40（130英尺），蘭皮（Lampi）瀑布總高度與通帕萊瀑布相近，但其由多層瀑布組成。

## 外部連結
- 泰國觀光局－考隆比－合泰孟國家公園 （页面存档备份，存于）（英文）